# Jacques Antoine Marie de Cazalès
Jacques Antoine Marie de Cazalès, francoski plemič, častnik in politik, * 1. februar 1758, Grenade (Gaskonja), † 24. november 1805, Engalin (Gers).
Kot član nižjega plemstva je bil izvoljen v Narodno skupščino Francije leta 1789; zagovarjal je reformo Francije po britanskem vzoru.
Potem, ko se je francoska revolucija obrnila proti plemičem, je prestopil k rojalistom.